# I Fagiolini
 (janvier 2024).
Si vous disposez d'ouvrages ou d'articles de référence ou si vous connaissez des sites web de qualité traitant du thème abordé ici, merci de compléter l'article en donnant les références utiles à sa vérifiabilité et en les liant à la section « Notes et références ».
I Fagiolini est un ensemble vocal britannique spécialisé dans la musique contemporaine et la musique de la renaissance. Il a été fondé en 1986 par Robert Hollingworth à Oxford.